# Иоанн (царь Абхазии)
Иоанн Шавлиани (груз. ივანე შავლიანი) — незаконный царь-узурпатор абхазского престола приблизительно с 868 года. Первый представитель династии Шавлиани (по всей видимости эта фамилия должна быть сванского происхождения). Заполучил трон при помощи вдовы Георгия I которая совершила покушения на жизнь законных наследников в лице его племянников от брата Дмитрия - Тинена и Баграта, сам Георгий не оставил после себя прямого наследника. Чтобы укрепить свои позиции Иоанн Шавлиани женил своего сына и наследника Адарнасе на дочери Гуарама Мампали, политического деятеля из рода Багратиони. Иоанн и Адарнасе Шавлиани по примеру царей предыдущей династии продолжали борьбу за гегемонию в регионе.